# Peltobatrachus
Peltobatrachus (van het Griekse pelte, wat schild betekent en batrakhos, wat kikker betekent) is een monotypisch geslacht van uitgestorven temnospondyle Batrachomorpha (basale 'amfibieën') uit het Laat-Perm van Tanzania. De enige soort Peltobatrachus pustulatus is ook het enige lid van de familie Peltobatrachidae.

## Beschrijving
Peltobatrachus was een groot, langzaam bewegend dier, tot zeventig centimeter lang. Het was een volledig landbewonende amfibie die alleen terugkeerde naar het water om zijn eieren te leggen.
Om zichzelf te beschermen tegen roofdieren zoals de grote gorgonopside therapsiden, had het een gordeldierachtige pantserplaat ontwikkeld die zijn lichaam en staart bedekte. Het pantser bestond uit brede platen op de schouders en heupen en smallere platen op de rest van het lichaam. Hoewel er geen tanden van het wezen zijn gevonden, voedde het zich waarschijnlijk met insecten, wormen en slakken.

## Vondsten
Fossielen werden gevonden in Afrika (Tanzania). 